# Prvenstvo Anglije 1964
Prvenstvo Anglije 1964 v tenisu.

## Moški posamično
Roy Emerson : Fred Stolle, 6-1, 12-10, 4-6, 6-3

## Ženske posamično
Maria Bueno :  Margaret Smith Court, 6-4, 7-9, 6-3

## Moške dvojice
Bob Hewitt /  Fred Stolle :  Roy Emerson /  Ken Fletcher, 7–5, 11–9, 6–4

## Ženske dvojice
Margaret Smith Court /  Lesley Turner :  Billie Jean King /  Karen Hantze Susman, 7–5, 6–2

## Mešane dvojice
Lesley Turner  /  Fred Stolle :  Margaret Smith Court /  Ken Fletcher, 6–4, 6–4